# フランク・ウォーレル
サー・フランク・モーティマー・マグライン・ウォーレル（英: Sir Frank Mortimer Maglinne Worrell、1924年8月1日 - 1967年3月13日）は、バルバドス出身のクリケット選手。元西インド諸島代表。